# 鹿児島県指定文化財一覧
鹿児島県指定文化財一覧（かごしまけんしていぶんかざいいちらん）は、鹿児島県文化財保護条例（1955年（昭和30年）12月26日鹿児島県条例第48号）に基づき、鹿児島県が指定又は選定した文化財の一覧である。
2016年6月1日現在、290件の文化財が指定されている。

## 有形文化財
2016年6月1日現在、104件の有形文化財が指定されている。

### 建造物

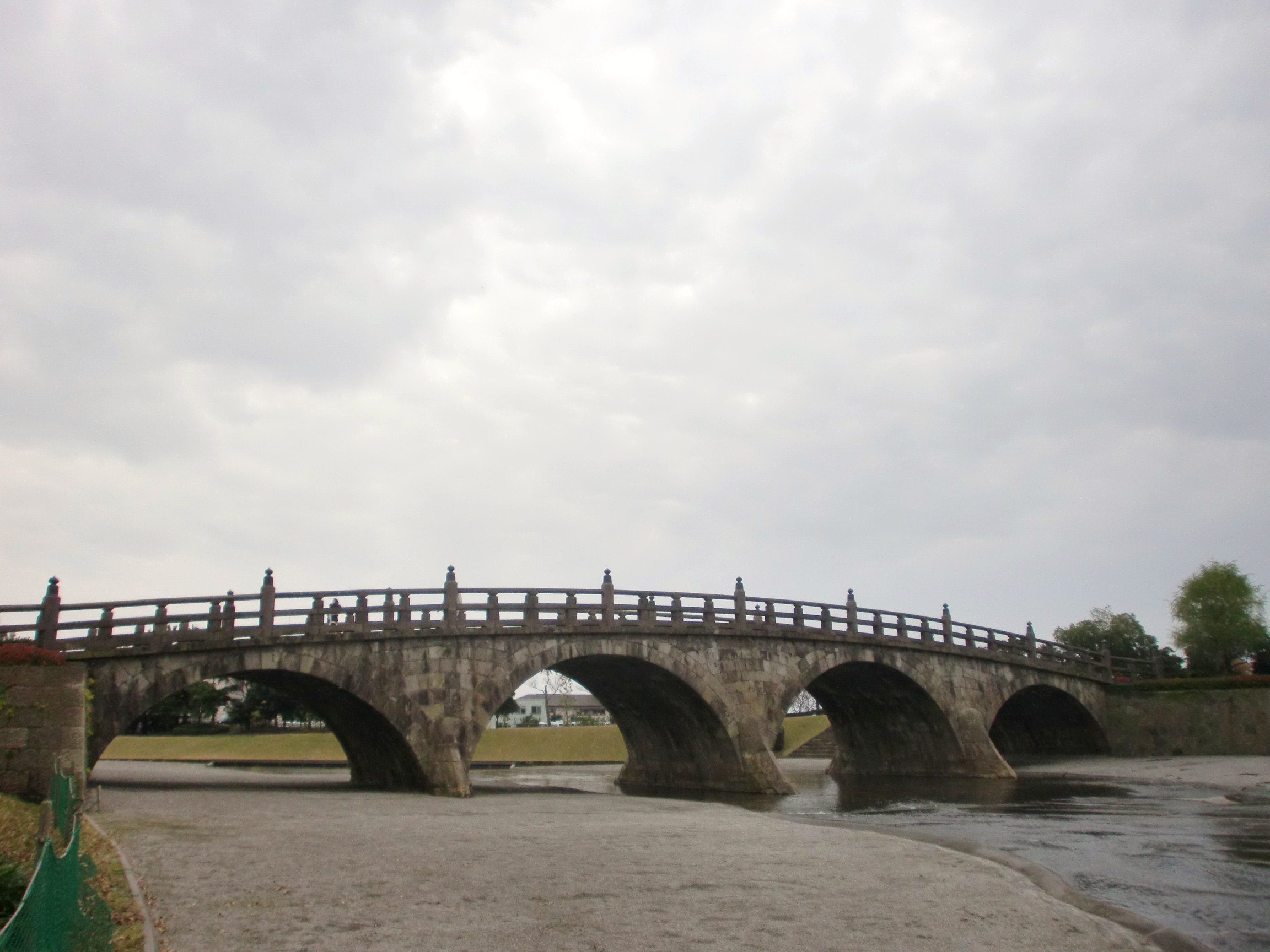
西田橋

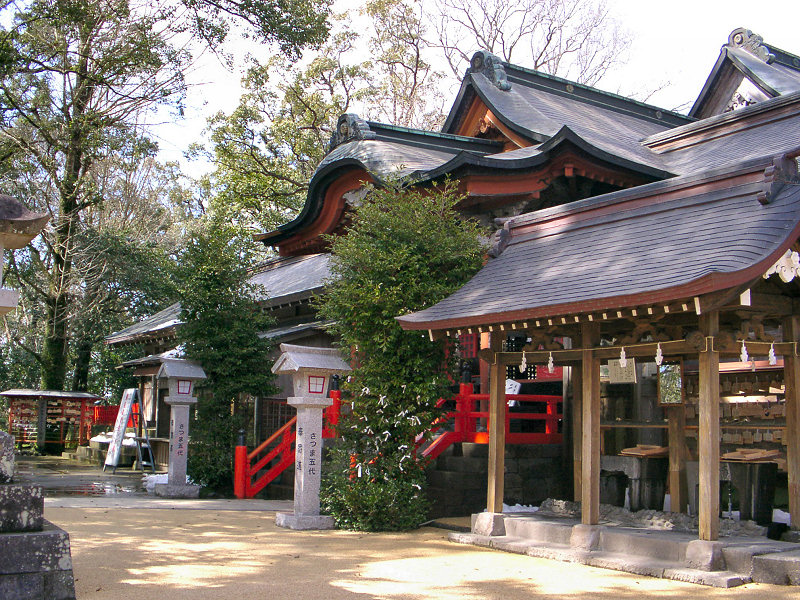
新田神社拝殿

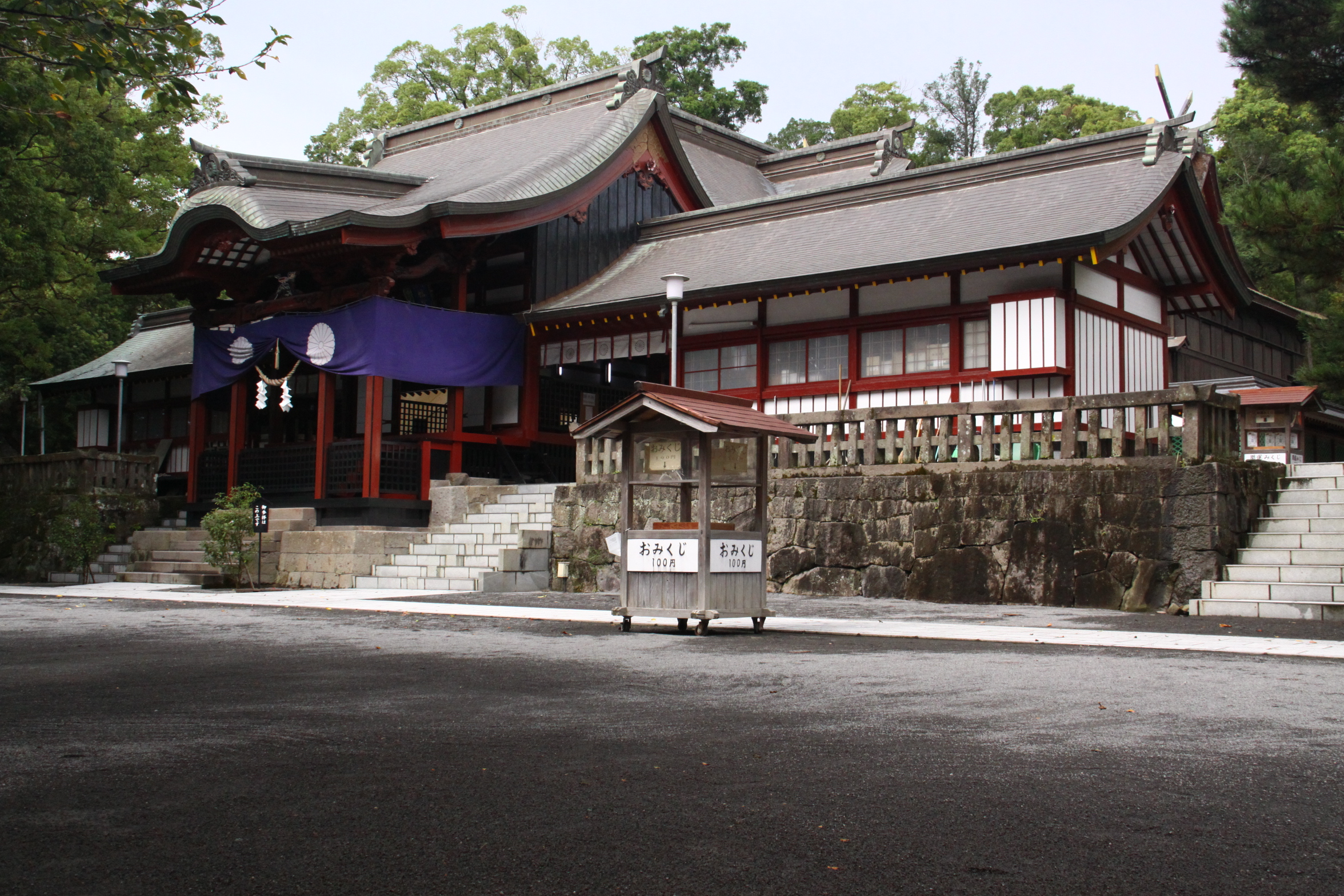
鹿児島神宮 勅使殿

- 白木神社本殿　附宮殿〔伊佐市白木〕1953年9月7日指定
- 西田橋〔鹿児島市浜町〕1953年9月7日指定
- 新田神社本殿 拝殿 舞殿 勅使殿 両脇摂社〔薩摩川内市宮内町〕1990年3月23日指定
- 鹿児島神宮本殿 拝殿 勅使殿〔霧島市隼人町内〕1990年3月23日指定
- 枚聞神社本殿〔指宿市開聞町十町〕1990年3月23日指定
- 興詮寺(本堂)内陣〔薩摩郡さつま町広瀬〕2000年4月21日指定
- 花尾神社本殿（附宮殿三基）・祝詞殿・幣殿・拝殿〔鹿児島市花尾町〕2002年4月23日指定
- 投谷神社本殿・末社四所宮・末社地主社　附棟札13枚・妻板1〔曽於市大隅町大谷〕2003年4月22日指定
- 大和浜の群倉〔大島郡大和村大和浜字瀧の川〕2004年4月20日指定
- 日木山宝塔〔姶良市加治木町日木山〕2004年4月20日指定
- 八幡神社本殿 附 宮殿 宮殿敷板1枚 棟札14枚〔鹿児島市本名町瀬戸口〕2005年4月19日指定
- 旧田中家別邸 附 棟札1枚〔霧島市福山町福山〕2006年4月21日指定
- 森重堅氏住宅オモテ 附 蔵〔南九州市知覧町郡〕2008年4月22日指定
- 佐多直忠氏住宅 附 腕木門 目隠し(屏風岩)〔南九州市知覧町郡〕2008年4月22日指定
- 出水御仮屋門〔出水市麓町〕2011年4月19日指定
- 蒲生御仮屋門〔姶良市蒲生町上久徳〕2011年4月19日指定
- 旧鹿児島刑務所正門〔鹿児島市永吉〕2015年4月17日指定（1998年に登録された国の登録有形文化財は抹消）[2]
- 台明寺日枝神社本殿〔霧島市国分台明寺〕2017年4月21日指定
- 旧東郷医院〔志布志市志布志町志布志〕2018年4月20日指定

### 絵画
- 十六羅漢 十六幅〔志布志市志布志町志布志〕1953年9月7日指定 大慈寺
- 杉戸〔南さつま市坊津町坊〕1954年5月24日指定 坊津町歴史民俗資料館
- 釈迦八相之図〔鹿児島市城山町〕1955年1月14日指定 県歴史資料センター黎明館
- 富嶽雲姻之図 一輻〔鹿児島市城山町〕1967年3月31日指定 鹿児島市立美術館
- 武将像（伝島津忠久画像）一幅〔鹿児島市吉野町〕1979年3月14日指定 尚古集成館
- 絹本著色雲山和尚像 一幅〔出水市野田町下名八幡〕1981年3月27日指定 感応禅寺

### 彫刻
- 勝軍地蔵〔垂水市高城字地蔵の下〕1953年9月7日指定
- 仁王像 一躯〔志布志市志布志町志布志〕1953年9月7日指定 大慈寺
- 白木観音像〔伊佐市白木〕1954年3月15日指定
- 不動明王像〔鹿児島市南林寺町〕1955年1月14日指定 南洲寺
- 十一面千手観音像一躯 脇立四天王像四躯〔出水市野田町下名八幡〕1963年6月17日指定 感応禅寺
- 阿弥陀如来坐像一躯 両脇侍像二躯〔薩摩川内市高江町長崎〕1987年3月16日指定 阿弥陀堂
- 伝島津忠昌像〔鹿児島市吉野町〕1995年4月12日指定 尚古集成館
- 大権現忠国(島津忠国)像〔鹿児島市吉野町〕1995年4月12日指定 尚古集成館
- 正国寺跡の石仏 三躯〔霧島市隼人町内山田〕1997年4月21日指定 隼人町立隼人塚史跡館
- 指宿光明禅寺の木造阿弥陀如来立像〔指宿市十町〕2003年4月22日指定
- 吹上町田尻の金銅菩薩立像〔日置市吹上町中原〕2007年4月24日指定 日置市吹上歴史民俗資料館
- 久保観音堂の木造菩薩立像〔指宿市西方〕2018年4月20日指定 久保地区

### 工芸品
- 種子島銃〔西之表市〕

### 書跡・典籍
- 種子島家文書〔西之表市〕
- 里八幡神社の大般若波羅密多経〔薩摩川内市〕八幡神社

### 古文書・考古資料
- 鹿児島神宮文書〔霧島市〕
- 山ノ口遺跡出土品[2]
- 銭亀遺跡出土品〔南種子町〕[2]
- 町田堀遺跡出土品〔霧島市〕鹿児島県立埋蔵文化財センター

### 歴史資料
- 島津貴久所用時雨の旗一旒ほか十六旒〔鹿児島市〕
- 郡山八幡神社所蔵の「焼酎」文字記載墨書木片〔伊佐市〕[2]

## 無形文化財
2016年6月1日現在、3件の無形文化財が指定されている。

### 芸能
- 薩摩琵琶〔鹿児島市紫原〕1962年10月24日指定 薩摩琵琶同好会
- 妙音十二楽〔日置市吹上町田尻中島〕1971年5月31日指定 妙音十二楽保存会
- 天吹〔鹿児島市上之園町〕1990年3月23日指定 天吹同好会

## 民俗文化財
2016年6月1日現在、91件の民俗文化財が指定されている。

### 有形民俗文化財
- 入来町仲組の田の神〔薩摩川内市入来町副田〕1966年3月11日指定
- 鹿児島市山田町の田の神〔鹿児島市山田町〕1966年3月11日指定
- 金峰町宮崎の田の神〔南さつま市金峰町宮崎山の上〕1966年3月11日指定
- 鹿児島市川上町の田の神〔鹿児島市川上町〕1966年3月11日指定
- 高山町野崎の田の神(寛保3年)〔肝属郡肝付町野崎大園〕1966年3月11日指定
- 高山町野崎の田の神(明和8年)〔肝属郡肝付町野崎大園〕1966年3月11日指定
- 吹上町中田尻の田の神〔日置市吹上町中田尻〕1968年3月29日指定
- 松元町入佐の田の神〔鹿児島市入佐町巣山谷〕1968年3月29日指定
- 東市来町養母の田の神〔日置市東市来町養母元養母〕1968年3月29日指定
- 東市来町湯之元の田の神〔日置市東市来町湯田〕1968年3月29日指定
- 蒲生町漆の田の神〔姶良市蒲生町漆〕1968年3月29日指定
- 蒲生町下久徳の田の神〔姶良市蒲生町下久徳〕1968年3月29日指定
- 加治木町木田の田の神〔姶良市加治木町木田〕1968年3月29日指定
- 隼人町宮内の田の神〔霧島市隼人町内山田〕1968年3月29日指定
- 吉松町般若寺の田の神〔姶良郡湧水町般若寺〕1968年3月29日指定
- 大口市山野の田の神〔伊佐市大口山野平出水〕1968年3月29日指定
- 鹿屋市野里の田の神〔鹿屋市野里町岡村〕1968年3月29日指定
- 根占町川北の田の神〔肝属郡南大隅町川北久保〕1968年3月29日指定
- 東串良町新川西の田の神〔肝属郡東串良町新川西下伊倉〕1968年3月29日指定
- 有明町野井倉の田の神〔志布志市有明町野井倉〕1968年3月29日指定
- 蒲生町漆の庚申塔〔姶良市蒲生町漆〕1975年3月31日指定
- 宮之城町虎居の庚申塔〔薩摩郡さつま町虎居〕1975年3月31日指定
- 鶴田町鶴田の庚申塔〔薩摩郡さつま町鶴田〕1975年3月31日指定
- 吉松町川西の庚申塔〔姶良郡湧水町川西〕1975年3月31日指定
- 知覧の水車カラクリ〔南九州市知覧町郡〕1983年4月13日指定
- 加世田の水車カラクリ〔南さつま市加世田武田〕1986年3月24日指定 竹田神社
- 奄美大島のノロ関係資料〔大島郡宇検村・瀬戸内町・奄美市・大和村〕2003年4月22日指定
- 甑島の植物繊維衣料〔薩摩川内市下甑町手打〕2005年4月19日指定 薩摩川内市下甑郷土館
- 喜界島のノロ関係資料〔大島郡喜界町赤連〕2006年4月21日指定 喜界町中央公民館
- 安良神社の仮面〔霧島市横川町〕2007年4月24日指定 横川郷土館
- 山宮系神舞の仮面及び衣装〔志布志市〕2009年4月21日指定 安楽山宮神社 白鳥神社 田之浦山宮神社

### 無形民俗文化財
- 吉左右踊・太鼓踊〔姶良市加治木町西別府〕1961年8月16日指定
- 鷹踊〔薩摩郡さつま町求名下手〕1961年8月16日指定
- 川辺町上山田太鼓踊〔南九州市川辺町上山田〕1961年12月20日指定
- 士踊(稚児踊，二才踊)〔南さつま市加世田武田 竹田神社〕1961年12月20日指定
- 羽島崎神社春祭に伴う芸能（田打・船持祝）〔いちき串木野市羽島〕1962年10月24日指定
- 深田神社春祭に伴う芸能（田打）〔いちき串木野市下名〕1962年10月24日指定
- 南方神社春祭に伴う芸能（田打）〔薩摩川内市高江町南方神社〕1962年10月24日指定
- 野田町熊野神社の田の神舞〔出水市野田熊陣〕1962年10月24日指定
- 高尾野町の兵六踊〔出水市高尾野町〕1962年10月24日指定
- 菱刈町の錫杖踊〔伊佐市菱刈下手〕1962年10月24日指定
- 大浦町の庖瘡踊〔南さつま市大浦町〕1962年10月24日指定
- 山宮神社春祭に伴う芸能（田打・カギヒキ・正月踊）〔鹿屋市串良町細山田〕1962年10月24日指定
- 山宮神社春祭に伴う芸能（カギヒキ・正月踊）〔志布志市志布志町安楽1519-2〕1962年10月24日指定
- 高山町本町の八月踊〔肝属郡肝付町本町〕1962年10月24日指定
- 野田町の山田楽〔出水市野田町上名青木〕1963年6月17日指定
- 入来町の疱瘡踊〔薩摩川内市入来町浦之名〕1963年6月17日指定
- 新田神社の御田植祭に伴う芸能（奴踊，棒踊）〔薩摩川内市宮内町1935の2〕1963年6月17日指定
- 鹿児島市中山町の虚無僧踊〔鹿児島市中山町〕1963年6月17日指定
- 大田太鼓踊〔日置市伊集院町大田〕1964年6月5日指定
- 津貫豊祭太鼓踊〔南さつま市加世田津貫〕1964年6月5日指定
- 源太郎踊〔熊毛郡中種子町野間山崎〕1964年6月5日指定
- 吹上町の伊作太鼓踊〔日置市吹上町湯之浦〕1966年3月11日指定
- 出水市の種子島楽〔出水市麓〕1967年3月31日指定
- 阿久根市波留南方神社の神舞〔阿久根市波留〕1968年3月29日指定
- 西之表市現和の種子島大踊〔西之表市現和〕1968年3月29日指定
- 西之表市横山の盆踊〔西之表市横山〕1968年3月29日指定
- 南種子町平田の座敷舞〔熊毛郡南種子町平山〕1968年3月29日指定
- 南種子町平山の蚕舞〔熊毛郡南種子町平山〕1968年3月29日指定
- 久見崎盆踊（想夫恋）〔薩摩川内市久見崎町〕1971年5月31日指定
- 西之表市の面踊〔西之表市住吉深川〕1971年5月31日指定
- 蓬原熊野神社の神舞〔志布志市有明町蓬原〕1979年3月14日指定
- 知覧の十五夜そらよい〔南九州市知覧町中部地区〕1980年3月31日指定
- 吹上 大汝牟遅神社の流鏑馬〔日置市吹上町中原東宮内 大汝牟遅神社〕1981年3月27日指定
- 末吉 住吉神社の流鏑馬〔曽於市末吉町二之方住吉〕1981年3月27日指定
- 高山 四十九所神社の流鏑馬〔肝属郡肝付町新富 四十九所神社〕1981年3月27日指定
- 秋名のショチュガマ及びヒラセマンカイ〔大島郡龍郷町秋名〕1982年5月7日指定
- 油井の豊年踊り〔大島郡瀬戸内町油井〕1983年4月13日指定
- 上平川の大蛇踊り〔大島郡知名町上平川〕1984年4月18日指定
- 菱刈町湯之尾神社の神舞〔伊佐市菱刈川北〕1988年3月23日指定
- 大隅町岩川八幡神社の弥五郎どん祭り〔曽於市大隅町岩川5745〕1988年3月23日指定
- 十島村悪石島の盆踊り〔鹿児島郡十島村悪石島〕1989年3月22日指定
- 三島村硫黄島の八朔太鼓踊り〔鹿児島郡三島村硫黄島〕1989年3月22日指定
- 三島村硫黄島の九月踊り〔鹿児島郡三島村硫黄島〕1990年3月23日指定
- 霧島神宮のお田植祭り〔霧島市霧島田口〕1991年3月22日指定
- 志布志町田之浦山宮神社のダゴ祭り〔志布志市志布志町田之浦559〕1991年3月22日指定
- 西之表栖林神社の大的始式〔西之表市西之表〕1992年3月23日指定
- 伊集院町徳重大バラ太鼓踊り〔日置市伊集院町徳重1787〕1993年3月24日指定
- 末吉町熊野神社の鬼追い〔曽於市末吉町深川〕1994年3月16日指定
- 宝満神社のお田植え祭り〔熊毛郡南種子町茎永〕1999年3月19日指定
- 甑島の内侍舞〔薩摩川内市里町里 八幡神社〕2001年4月27日指定
- 徳之島町井之川夏目踊り〔大島郡徳之島町井之川〕2001年4月27日指定
- 古田獅子舞〔西之表市古田〕2004年4月20日指定
- 佐多の御崎祭り〔肝属郡南大隅町佐多〕2005年4月19日指定
- 川内大綱引〔薩摩川内市〕2006年4月21日指定
- 屋久島の如竹踊り〔熊毛郡屋久島町安房〕2006年4月21日指定
- 節田マンカイ〔奄美市笠利町節田〕2008年4月22日指定
- 佐仁の八月踊り〔奄美市笠利町佐仁〕2011年4月19日指定
- 本城花尾神社春祭り〔鹿児島市本城町〕 2018年4月20日指定

## 記念物
2016年6月1日現在、92件の記念物が指定されている。

### 史跡
2015年6月1日現在、48件の史跡が指定されている。

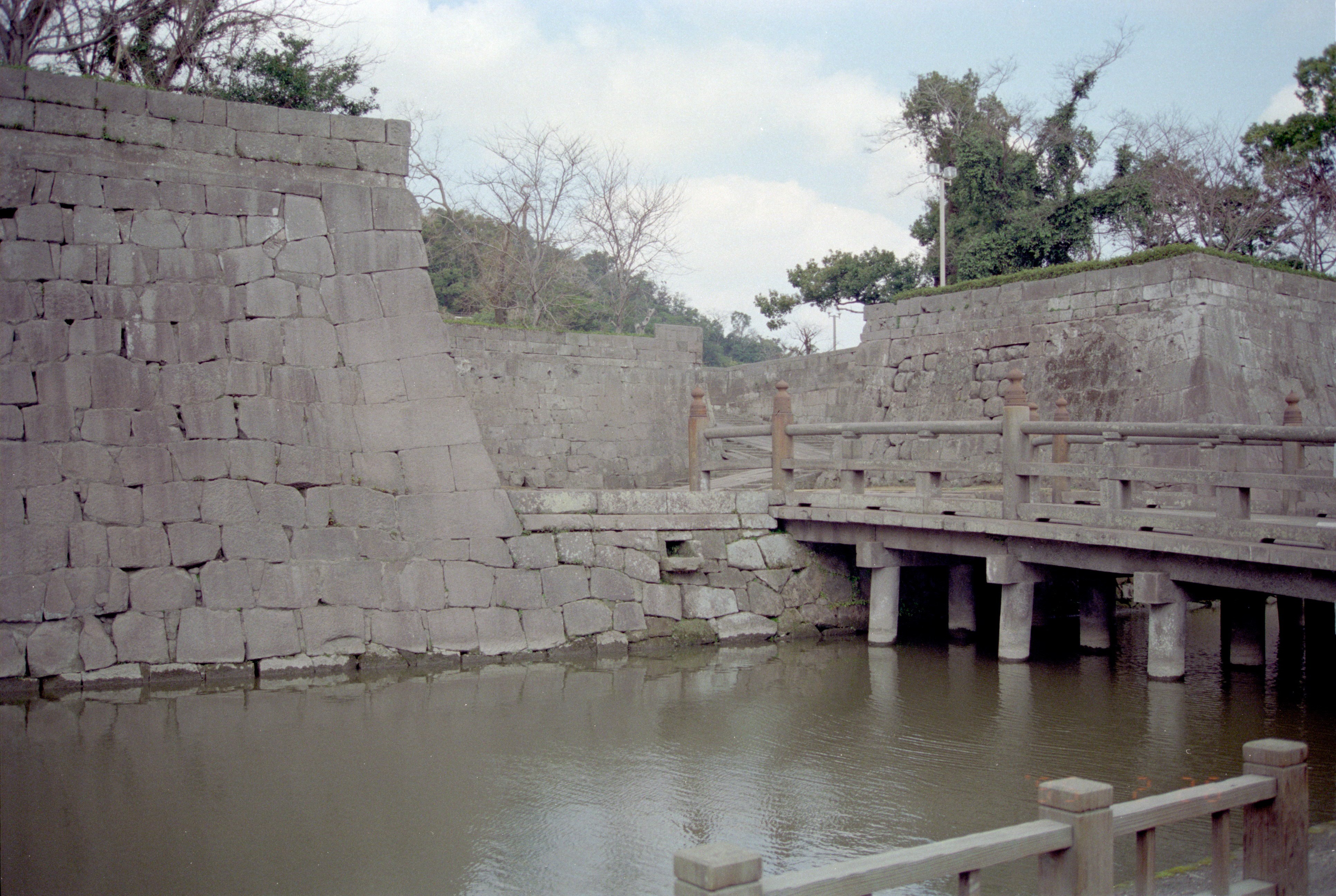
鶴丸城跡

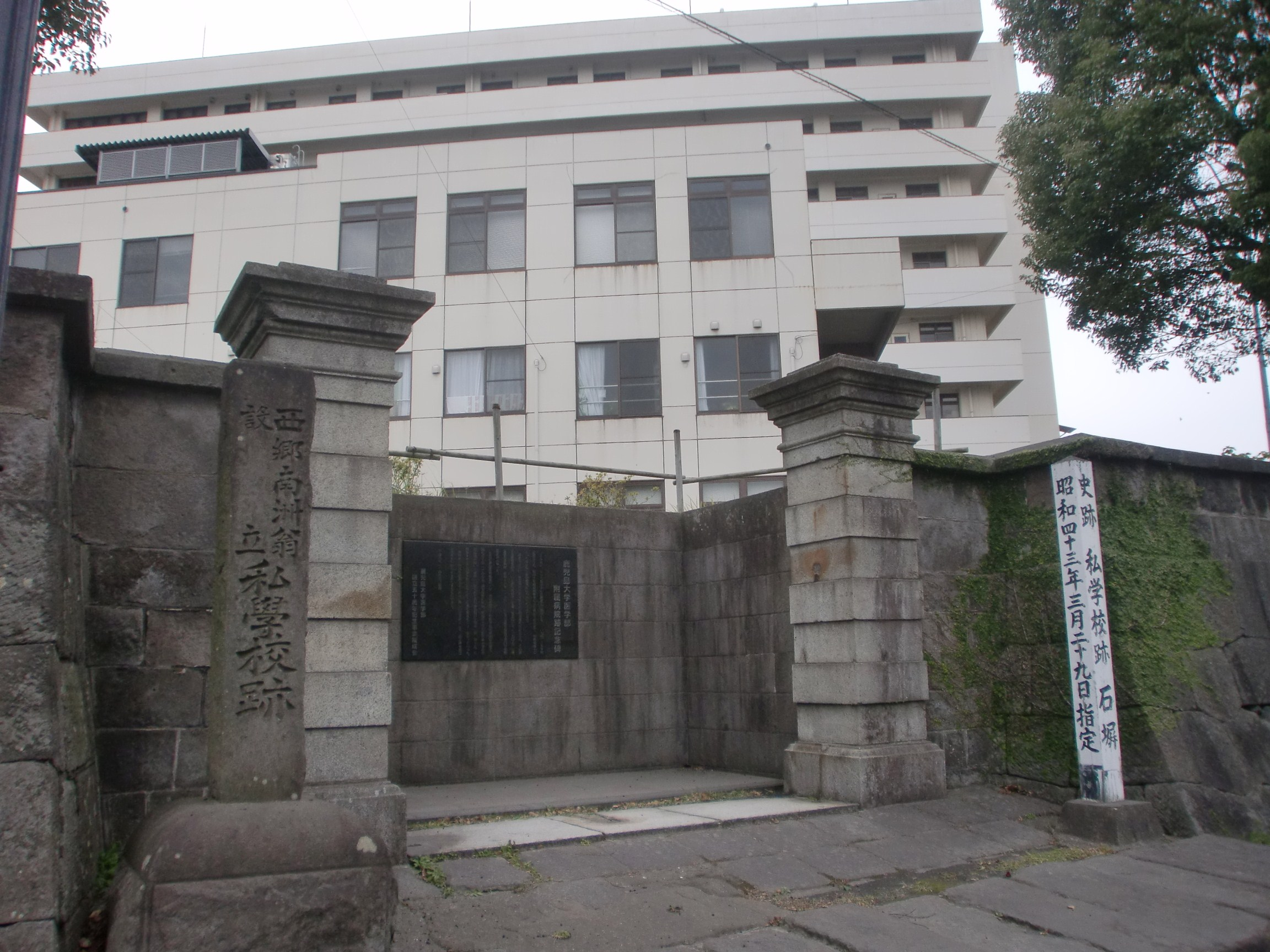
私学校跡石塀

- 鶴丸城跡〔鹿児島市城山町〕1953年9月7日指定
- 福昌寺跡〔鹿児島市池之上町〕1953年9月7日指定
- 弥生式住居跡〔鹿児島市郡元一丁目 一之宮神社境内〕1953年9月7日指定
- 常楽院〔日置市吹上町田尻中島〕1954年3月15日指定
- 山川薬園跡及びリュウガン〔指宿市山川町新生町〕1954年3月15日指定
- 六地蔵塔〔南さつま市加世田武田〕1954年5月24日指定
- 一乗院跡〔南さつま市坊津町坊〕1954年5月24日指定
- 平田靱負屋敷跡〔鹿児島市平之町〕1954年5月24日指定
- 南洲墓地〔鹿児島市上竜尾町2〕1955年1月14日指定
- 南洲流謫跡〔大島郡龍郷町龍郷〕1955年1月14日指定
- 亀丸城跡〔日置市吹上町中原〕1955年7月13日指定
- 清水磨崖仏〔南九州市川辺町清水薬師〕1959年6月10日指定
- 泊如竹の墓〔熊毛郡屋久島町安房〕1961年8月16日指定
- 愛甲喜春の墓〔志布志市志布志町志布志〕1961年8月16日指定
- 郡山町川田堂園の供養塔群〔鹿児島市川田町〕1963年6月17日指定
- 指江古墳〔出水郡長島町指江〕1963年6月17日指定
- 栗野町稲葉崎の供養塔群〔姶良郡湧水町稲葉崎〕1966年3月11日指定
- 栗野町田尾原の供養塔群〔姶良郡湧水町田尾原〕1966年3月11日指定
- 和泊町の世之主の墓〔大島郡和泊町内城〕1966年3月11日指定
- 来迎寺跡墓塔群〔いちき串木野市大里〕1967年3月31日指定
- 宝満寺跡〔志布志市志布志町帖〕1967年3月31日指定
- 竜門司焼古窯〔姶良市加治木町小山田〕1967年3月31日指定
- 私学校跡石塀〔鹿児島市山下町〕1968年3月29日指定
- 根占町川南宇都の板碑〔肝属郡南大隅町川南諏訪上〕1971年5月31日指定
- 薩摩町永野別府原古墳群〔薩摩郡さつま町永野別府原〕1971年5月31日指定
- 宗功寺墓地〔薩摩郡さつま町虎居〕1975年3月31日指定
- 脇本古墳群糸割渕1号墳・2号墳〔阿久根市脇本糸割渕〕1975年3月31日指定
- 赤水の岩堂磨崖仏〔霧島市横川町赤水〕1982年5月7日指定
- 笠野原土持堀の深井戸〔鹿屋市串良町細山田〕1982年5月7日指定
- 小浜崎古墳群〔出水郡長島町蔵之1鬼塚，白金，白金先〕1983年4月13日指定
- 明神古墳群〔出水郡長島町蔵之1明神〕1983年4月13日指定
- 加世堂古墳〔出水郡長島町山門野〕1983年4月13日指定
- 刀匠玉置家歴代の墓〔鹿児島市喜入町〕1985年4月19日指定
- 鶴田町大願寺跡墓塔群(開山堂跡・薬師堂跡)〔薩摩郡さつま町柏原字上大願寺〕1987年3月16日指定
- 犬田布貝塚〔大島郡伊仙町犬田布〕1989年3月22日指定
- 城間トフル墓群〔奄美市笠利町万屋〕1993年3月24日指定
- 市来町市来貝塚〔いちき串木野市川上〕1994年3月16日指定
- 厚地松山製鉄遺跡〔南九州市知覧町大字厚地字枦場〕2002年4月23日指定
- 宇都窯跡〔姶良市姶良町鍋倉〕2002年4月23日指定
- 横峯遺跡〔熊毛郡南種子町大字島間小字横峯〕2003年4月22日指定
- 黒川洞穴〔日置市吹上町永吉〕2004年4月20日指定
- 頴娃城跡〔南九州市頴娃町郡〕2005年4月19日指定
- 美山薩摩焼窯〔日置市東市来町美山竃ノ平〕2006年4月21日指定
- 建昌城跡〔姶良市西餅田〕2011年4月19日指定
- 掛橋坂〔姶良市蒲生町北字込原〕2017年4月21日指定
- 金山水車（轟製錬所）跡〔南九州市知覧町郡字轟〕2017年4月21日指定
- 戸森の線刻画〔大島郡天城町大字瀬滝〕2017年4月21日指定
- 根占原台場跡〔肝属郡南大隅町根占辺田〕2018年4月20日指定
- 中甫洞穴〔大島郡知名町久志検水窪〕 2018年4月20日

### 名勝
2016年6月1日現在、2件の名勝が指定されている。

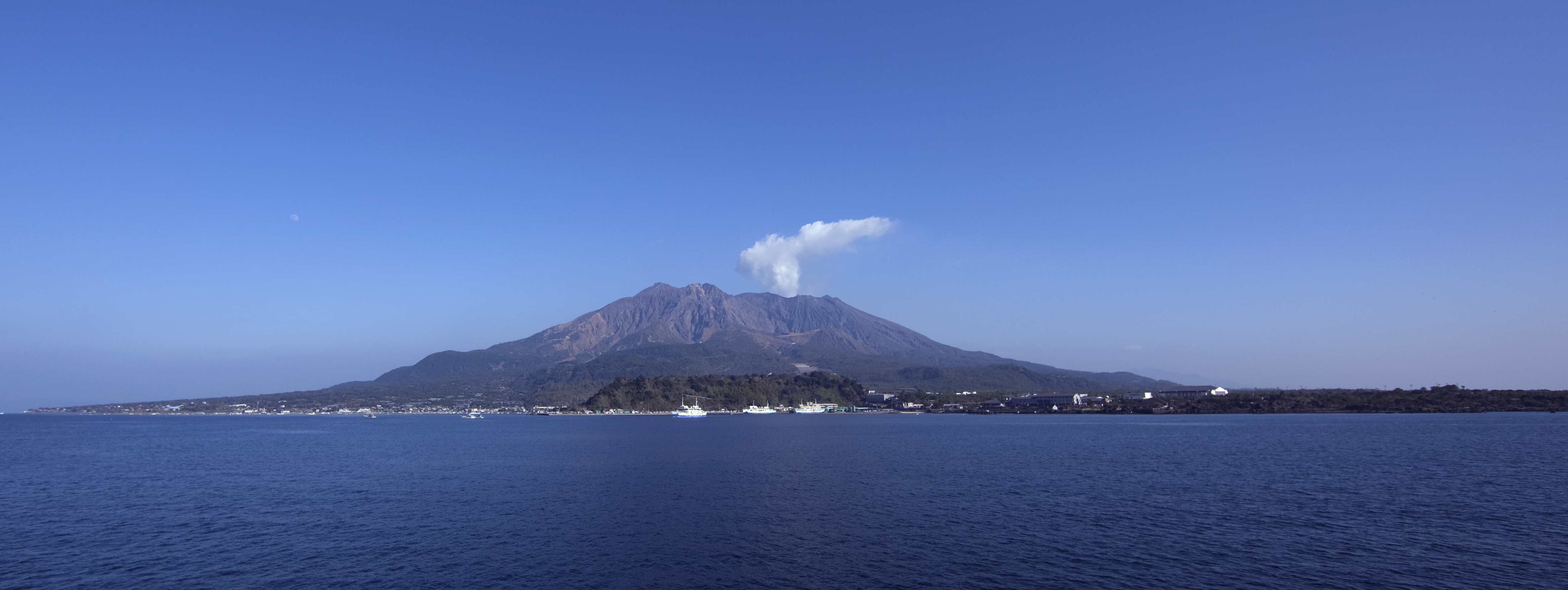
桜島

1. 桜島〔鹿児島市桜島町〕1954年3月15日指定
2. 牛之浜海岸 〔阿久根市大川9938地先〜9850-3地先の海岸〕2014年4月22日

### 天然記念物
2016年6月1日現在、42件の天然記念物が指定されている。

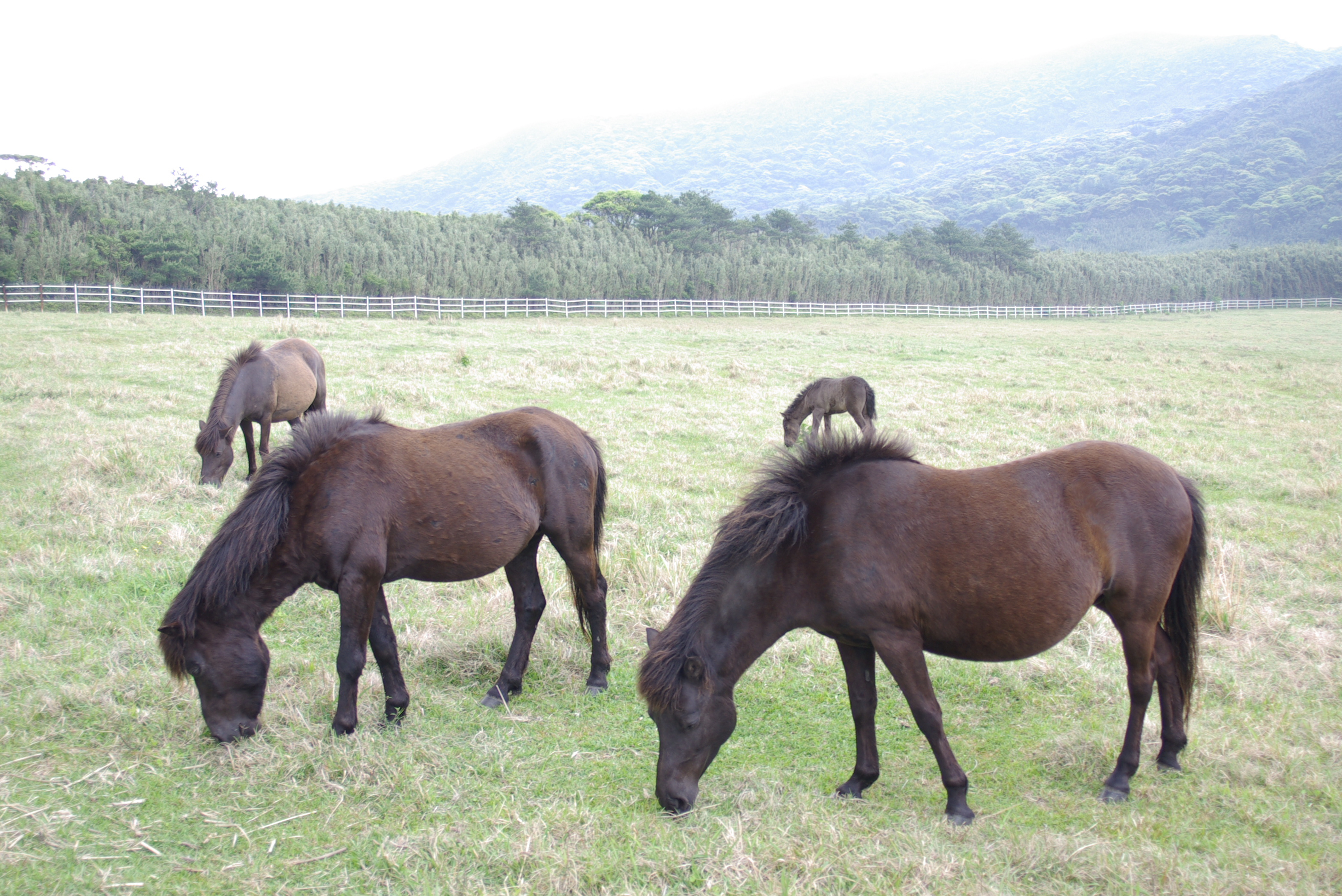
トカラウマ

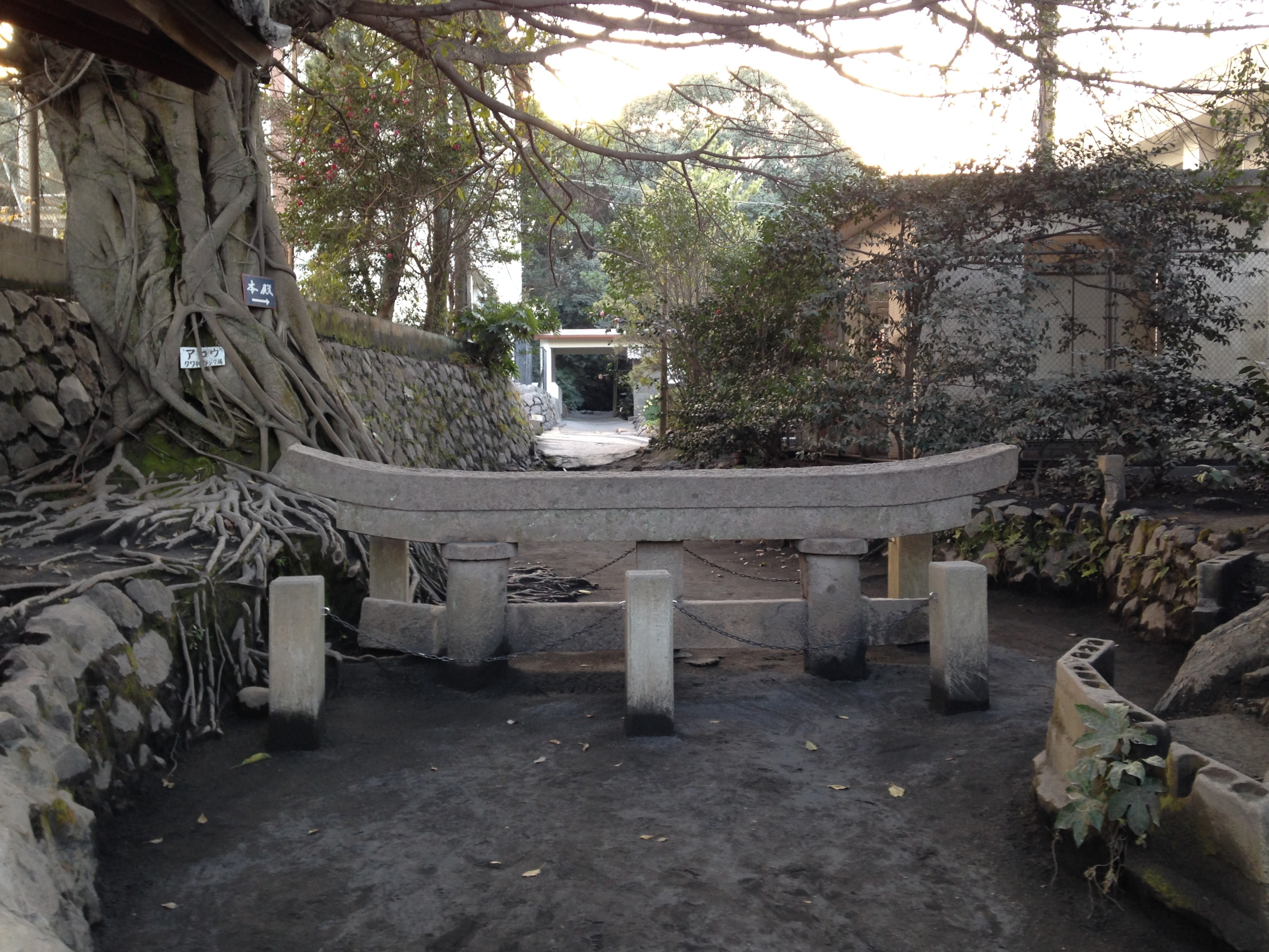
噴火により埋没した鳥居及び門柱

1. トカラウマ〔鹿児島郡十島村〕1953年9月7日指定
2. ハマジンチョウ〔阿久根市波留5267ほか〕1953年9月7日指定
3. タモトユリ〔鹿児島郡十島村口之島〕1953年9月7日指定
4. ヘゴ自生地北限〔出水郡長島町北方崎〕1953年9月7日指定
5. カワゴケソウ科〔さつま町・伊佐市・南さつま市・南九州市・錦江町・南大隅町・志布志市・屋久島町〕1954年3月15日指定
6. 仙人岩の植物群落〔いちき串木野市冠岳1352〕1954年5月24日指定
7. 天然橋〔南九州市川辺町上山田柿房虚空蔵岳〕1954年5月24日指定
8. 縄状玄武岩〔指宿市開聞町脇浦花瀬崎〕1954年5月24日指定
9. 権現洞穴〔南九州市川辺町上山田君野〕1954年5月24日指定
10. 溝ノロ洞穴〔曽於市財部町大塚原〕1955年1月14日指定
11. オニバス自生地〔薩摩川内市寄田町885-39,886-3,886-6 小比良池〕1955年1月14日指定
12. 川辺の大クス〔南九州市川辺町宮4773〕1956年9月27日指定
13. 噴火により埋没した鳥居及び門柱〔鹿児島市黒神町262,204〕1958年4月28日指定
14. 特殊羊歯及び蘚類の自生地〔鹿児島市東桜島町2〕1960年6月20日指定
15. ウシウマの骨格〔鹿児島市城山町1-1 鹿児島県立博物館〕1963年6月17日指定
16. 福山のイチョウ〔霧島市福山町福山2437〕1964年6月5日指定
17. 昇竜洞〔大島郡知名町吉野平川〕1967年3月31日指定
18. 山川薬園跡及びリュウガン〔指宿市山川町新生町35〕1954年3月15日指定
19. 沖永良部島下平川の大型有孔虫化石密集産地〔大島郡知名町下平川字瀬田原264-3,265-1,266,267-1〕1987年3月16日指定
20. 国分市高座神社の杜叢〔霧島市国分川原108〕1989年3月22日指定
21. 住吉暗川〔大島郡知名町住吉前間当り2458-1,2455-2〕2001年4月27日指定
22. 揖宿神社の社叢〔指宿市東方733番地〕2003年4月22日指定
23. イボイモリ〔奄美大島・徳之島〕2003年4月22日指定
24. イシカワガエル〔奄美大島〕2003年4月22日指定
25. オビトカゲモドキ〔徳之島〕2003年4月22日指定
26. オットンガエル〔奄美大島及び加計呂麻島〕2005年4月19日指定
27. 請島のウケユリ自生地〔大島郡瀬戸内町大字池地小字大山原1828〕2008年4月22日指定
28. 世界で初めて精子が発見されたソテツ〔鹿児島市城山町1-1〕2008年4月22日指定
29. 鹿児島市西佐多町の吉田貝化石層〔鹿児島市西佐多町4281(指定地はこの一部)〕2008年4月22日指定
30. 犬田布海岸のメランジ堆積物〔大島郡伊仙町犬田布海岸〕2009年4月21日指定
31. アマミハナサキガエル〔奄美大島・徳之島〕2011年4月19日指定
32. 南種子町河内の貝化石層〔熊毛郡南種子町中之上604-1，639-1，659-1のそれぞれ一部〕2011年4月19日指定
33. 沖泊海岸の大型有孔虫化石密集層〔大島郡知名町下城須原933-5，934-5，950-2のそれぞれ一部〕2012年4月20日指定
34. 大津勘のビーチロック〔大島郡知名町大津勘185－1〕2012年4月20日指定
35. 下甑島夜萩円山断崖の白亜系姫浦層群〔薩摩川内市鹿島町藺牟田夜萩1018-1の一部〕2013年4月23日指定
36. ミシマサワガニ〔黒島、口永良部島、宇治群島、地域定めず〕2013年4月23日指定
37. 南種子町のインギー鶏〔熊毛郡南種子町〕2013年4月23日指定
38. カスミサンショウウオ〔出水市、阿久根市、地域定めず（種指定）〕2014年4月22日指定
39. 伏目海岸の池田火砕流堆積物と噴気帯〔指宿市山川福元3339-2の一部及び海岸〕2014年4月22日指定
40. 南九州市川辺町中山田のオキチモズク〔南九州市川辺町中山田麓川用水路（上之口・田畑・麓・下之口）〕 2018年4月20日指定